# Bengt Lagerkvist
Bengt Anders Lagerkvist, född 4 augusti 1926 i Fiskebäckskil i Bohuslän, död 6 maj 2013 i Maria Magdalena församling i Stockholm, var en svensk regissör, manusförfattare och författare. 
Han var son till författaren och nobelpristagaren Pär Lagerkvist och hans andra hustru Elaine, född Hallberg, samt tvillingbror till biokemisten Ulf Lagerkvist.

## Biografi
Lagerkvist blev juris kandidat vid Stockholms högskola 1950. Under studietiden var han också verksam som regissör vid Stockholms studentteater och grundade 1952 den fria Teatern i Gamla stan, vars chef och regissör han var – bland annat med den uppmärksammade dramatiseringen av Carl Jonas Love Almqvists Drottningens juvelsmycke (1953) och stockholmspremiär av Samuel Becketts I väntan på Godot (1956) – tills han hösten 1953 inbjöds att också regissera på Göteborgs stadsteater, där han stannade till 1957. Han var regiassistent åt Alf Sjöberg vid filmatiseringen av faderns Barabbas (1953) och regisserade långfilmen Prins hatt under jorden (1963) med manus av Lars Forssell.
Från 1960 var han regissör vid TV-teatern och 1979-83 konstnärlig ledare för TV-teatern vid Sveriges Televisions TV 1. Under sina många år vid TV regisserade han ett antal mycket uppmärksammade och uppskattade klassiska TV-serier och teaterproduktioner, såsom August Strindbergs verk Hemsöborna (1966), Röda rummet (1970), I havsbandet (1971), Påsk (1958 och 1988), Svarta handsken (1957) och Bandet (1964). Med Bombi Bitt och jag (1968) introducerade han den unge Stellan Skarsgård i huvudrollen och med Jolos beredskapsserie Någonstans i Sverige (1973) gav Janne "Loffe" Carlsson som menig soldat sitt nya bestående smeknamn. Andra klassiker är, än en gång, Drottningens juvelsmycke (1967),  Det går an (1963), Värmlänningarna (1962)  och Gösta Berlings saga (1986) med Tommy Berggren och Margaretha Krook. 
Han har även iscensatt flera av faderns verk på TV: Midsommardröm i fattighuset (1959), Gäst hos verkligheten (1961), Bödeln (1965), Tunneln (1969), Hissen som gick ner i helvetet (1969), Bröllopsfesten (1978) och Han som fick leva om sitt liv (1987). Regissören medverkar själv i kortfilmen Staden (1964).
Lagerkvist berättade under många år om konst och konstnärer i TV-programserierna Konstalmanackan, Konstverk berättar och Konstpaus i Sveriges Television. Han var värd för Sommar i P1 1985.

## Familj
Bengt Lagerkvist var gift tre gånger, 1956–1960 med skådespelaren Anne-Marie Hilton (född 1933), dotter till operadirektören Arthur Hilton och hovsångerskan Helga Görlin, senare med scenografen Ulla Malmer (född 1942), dotter till direktören Ture Malmer och Dagmar, ogift Brodd, och från 1992 med bibliotekarien Christianne Eberstein (född 1940), dotter till direktören Christian Eberstein och Carin, ogift Klingspor.

## Regi

### TV-serier och film
| - 1959 - Åke och hans värld - 1960 - Slå nollan till polisen - 1963 – Prins Hatt under jorden - 1966 - Hemsöborna - 1967 - Drottningens juvelsmycke | - 1968 - Bombi Bitt och jag (TV-serie) - 1970 - Röda rummet (TV-serie) - 1971 - I havsbandet (TV-serie) - 1973 - Någonstans i Sverige | - 1979 - Selambs - 1986 - Gösta Berlings saga - 1990 - Kvartssamtal - 1991 – Mord och passion (TV-serie) |

### TV-teater
| - 1957 – Arken - 1957 Svarta handsken - 1958 Påsk - 1958 Gå över gatan - 1959 Midsommardröm i fattighuset - 1959 En skugga - 1959 Oväder på Sycamore street - 1960 De lyckliga bröderna - 1960 Skuggorna - 1960 Stjärnan - 1960 Fröken Rosita - 1961 Nej - 1961 Vildanden - 1961 Dacke - 1961 Maria Angelica - 1961 Gäst hos verkligheten | - 1961 Lek ej med kärleken - 1961 Samtal önskas - 1962 Sex roller söka en författare - 1962 Generalskan - 1962 Kollektionen - 1962 – Värmlänningarna - 1963 Generalinden - 1963 Gertrud - 1963 Kärlekens och slumpens lek - 1963 Socitetshuset - 1963 Det går an - 1964 Bandet - 1964 Älskaren - 1965 Blodsbröllop - 1965 Alla mina söner - 1965 Bödeln | - 1965 Aftonstjärnan - 1969 Bära narrkåpa - 1969 Res till Mallorca! - 1969 Tunneln - 1969 Hissen som gick ner i helvetet - 1969 Bröllopsdag - 1971 – Amala Kamala - 1972 Magnetisören - 1973 Näsan - 1976 Det är nu livet börjar - 1978 Bröllopsfesten - 1981 – Genombrottet - 1982 Marknadsafton - 1987 Han som fick leva om sitt liv - 1988 Påsk |

## Teater

### Regi
| År   | Produktion                                     | Upphovsmän                                            | Teater                                  |
| ---- | ---------------------------------------------- | ----------------------------------------------------- | --------------------------------------- |
| 1952 | Leonce och Lena Leonce und Lena                | Georg Büchner                                         | Teatern i Gamla stan                    |
| 1953 | Drottningens juvelsmycke                       | Carl Jonas Love Almqvist Bearbetning Bengt Lagerkvist | Teatern i Gamla stan                    |
| 1953 | Woyzeck                                        | Georg Büchner                                         | Teatern i Gamla stan                    |
| 1953 | Så går fem år Asi que pasen cinco años         | Federico Garcia Lorca                                 | Göteborgs stadsteater, 16 oktober 1953  |
| 1954 | Gustav III                                     | August Strindberg                                     | Göteborgs stadsteater, 13 januari 1954  |
| 1954 | Utflykt                                        | Erland Josephson                                      | Göteborgs stadsteater, 6 maj 1954       |
| 1954 | Mariana Pineda                                 | Federico Garcia Lorca                                 | Göteborgs stadsteater, 9 september 1954 |
| 1956 | Under trädet ligger yxan Under treet ligg øksa | Tormod Skagestad                                      | Riksteatern                             |
| 1957 | Arvtagerskan The Heiress                       | Ruth och Augustus Goetz                               | Bygdeteatern                            |
| 1957 | Baronessan                                     | Iwo Wiklander                                         | Dramatikerstudion                       |